# Erozijski krog
Erozijski krog je geomorfološka znanstvena teorija, ki jo je utemeljitelj ameriške geografije William Morris Davis prvič uporabil leta 1889, globlje utemeljil pa leta 1899 v članku The Geographical Cycle revije Geographical Journal. Teorija združuje dotlej nakopičeno znanje o geomorfoloških procesih ter razlaga razlikujoče se oblike površja kot različne faze v cikličnem zaporedju, in sicer mlado, zrelo in staro.
Danes je teorija na svetovni ravni večinoma nepriznana, a je bila zaradi združenja malone vseh takratnih idej o razvoju površja ter ugleda Williama M. Davisa, ki je bil predavatelj na harvardski univerzi ter predsednik Ameriškega geološkega društva in Združenja ameriških geografov, vse do 40. let 20. stoletja vsesplošno sprejeta. Zatem so se geomorfološke študije preusmerile v preučevanje različnih drugih geomorfnih procesov, zaradi katerih danes velja, da površje v nasprotju z Davisovo teorijo ne deluje kot enoten sistem, pač pa kot skupek množice različnih, med seboj povezanih preoblikovalnih procesov.
Teorija po Davisu priznava obstoj več razvojnim stadijem površja:
1. Začetek ciklusa zaznamuje dvig površja zaradi tektonskih premikov. To površje je navadno morsko dno, popolnoma uravnano zaradi erozijskih procesov, ki so v preteklosti izničili krivine. Zatem pride do denudacije, ki se s časom sprevrže v linijsko odnašanje materiala oziroma erozijo. Ta povzroči vrezovanje rek sprva v spodnjem delu, nato pa v vedno višjih področjih toka. Tako nastanejo prve soteske in kanjoni, med katerimi so še prisotne prvotne uravnave.
2. Mlad stadij predstavlja zelo razčlenjen relief, kjer je rečna mreža izjemno gosta in razgibana, prav tako pa so višinske razlike na višku.
3. Zrel stadij je faza, v kateri večina vodotokov doseže uravnoteženi podolžni profil brez brzic ali slapov. Zanjo so značilna tudi nizka slemena in rastoča plast prepereline, ki zapolnjuje najnižje predele.
4. Za star stadij so značilne obsežne naplavne ravnice, po katerih meandrirajo reke, ter skoraj popolna odsotnost vzpetin. Nadaljnje erodiranje slednjih in naplavljanje v kotanje zopet napravi popolno uravnavo (v angleščini peneplain).